# Віто Вольтерра
Ві́то Вольте́рра (італ. Vito Volterra; 3 травня 1860, Анкона — 11 жовтня 1940, Рим) — італійський математик і фізик, відомий за своїми роботами з математичної біології та інтегральних рівнянь.

## Біографія
Віто Вольтерра народився в Анконі (Папська держава) в дуже бідній єврейській родині. Батько Віто помер в 1862 році, коли синові було 2 роки. Перші свої роки Віто провів у Турині; пізніше його родина мешкала у Флоренції, де він навчався в Технічній школі Данте Аліґ'єрі, а потім в Технічному інституті Галілео Галілея.
Інтерес до математики, а особливо до математичної фізики, Вольтерра почав проявляти досить рано: в 11 років вивчав праці Лежандра, а в 13 років після прочитання «Із Землі на Місяць» Жуля Верна розрахував траєкторію знаряду в гравітаційному полі Землі та Місяця. Він відвідував лекції у Флорентійському університеті; фінансово йому допомагали професор фізики Антоніо Роіті та дядько Вольтерри, інженер Едуард Алмаджио.
В 1878 році Вольтерра вступив до Пізанського університету, де його керівником став Енріко Бетті. В 1882 році захистив дисертацію з гідродинаміки, яка містила деякі важливі результати, що були раніше отримані Стоксом незалежно від Вольтерри. В 1883 році став професором раціональної механіки в Пізанському університеті. Вольтерра одразу почав працювати над теорією функціоналів, за допомоги якої пізніше він зробив фундаментальний внесок до теорії інтегральних та інтегро-диференціальних рівнянь. Свої праці над цією темою Вольтерра зібрав і систематизував у книзі Теорія функціоналів, інтегральних та інтегро-диференціальних рівнянь (1930).
В 1892 році, після смерті Бетті, Вольтерра став професором механіки Туринського університету. Там він працював над теорією диференціальних рівнянь у частинних похідних, зокрема рівняння для циліндричних хвиль. Пізніше, в 1900 році він став професором математичної фізики Римського університету ла Сапієнца. 
1905 року Вольтерра почав розробляти теорію дислокацій у кристалах, яка згодом в 1934 році стала підґрунттям для опрацювання механізму пластичної деформації кристалічних матеріалів у роботах Тейлора, Орована, Поляні.
Того ж року він  став наймолодшим сенатором Італійського королівства.
Під час Першої світової війни Вольтерра входив до Інженерного корпуса Королівської італійської армії, де він працював під командуванням Джуліо Дуе над розвитком дирижаблів і аеростатів. Зокрема, Вольтерра запропонував використовувати гелій замість водню, який легко спалахується. Після закінчення Першої світової Вольтерра звертається до використання математичних ідей в біології, головним чином розвиваючи праці П'єра Франсуа Ферхюльста. Найбільш відомою працею Вольтерри в цей період є система рівнянь для екосистеми «хижак-жертва» — модель Лотки-Вольтерри.
З 1919 до 1920 року Вольтерра був президентом Національної академії наук (Академії сорока), а з 1921 року — президентом Міжнародного бюро мір і ваг, для якого було побудовано штаб-квартиру в Севрі. З 1923 до 1927 року Вольтерра займав посаду президента Національної академії деї Лінчеї, після чого його замінив Гульєльмо Марконі.
Після приходу в 1922 році до влади фашистів на чолі з Беніто Муссоліні Вольтерра пійшов у жорстку опозицію до нового режиму, зокрема, в 1925 році підписав «Маніфест антифашистської інтелігенції» Бенедетто Кроче. В 1931 році Вольтерра категорично відмовився давати присягу фашистському урядові, після чого його вигнали з університету й академії наук та позбавили права займатися викладацькою діяльністю, але в 1936 році за ініціативою отця Аґостіно Джемеллі Вольтерра був прийнятий до Папської академії наук.
Подальші роки Вольтерра провів за кордоном, жив у Франції та Іспанії. До Риму він повернувся лише незадовго до своєї смерті.

## Виноски
1. 1 2 3 4 5  Математичний генеалогічний проєкт — 1997.
2. 1 2  Архів історії математики Мактьютор — 1994.
3. ↑  List of Royal Society Fellows 1660-2007 — Лондонське королівське товариство. — С. 366.
4. ↑  www.pas.va
5. ↑  www.accademiadellescienze.it
6. 1 2  MacTutor History of Mathematics archive: Vito Volterra. Архів оригіналу за 11 лютого 2012. Процитовано 30 січня 2013.
7. ↑  Вито Вольтерра // Электронная еврейская энциклопедия. (рос.)